# Konrad Reimer
Georg Konrad Reimer, född 28 juli 1853 i Berlin i Konungariket Preussen, död 1 mars 1915 i Berlin-Lichterfelde   i Tyska riket, var en tysk arkitekt. 
Efter genomgången skolgång gick Konrad Reimer i lära hos arkitekten Heinrich Strack. Han blev utlärd byggmästare 1882 och grundade 1886 tillsammans med Friedrich Körte arkitektfirman Reimer & Körte. 
Reimer & Körte ritade framför allt hyreshus, kontorshus, sjukhus och industribyggnader i Berlin. Arkitektfirmans mest kända verk är det astronomiska observatoriet Archenhold-Sternwarte, Berlins judiska sjukhus och stora delar av Borsigs industrikomplex i Berlinstadsdelen Tegel. 

## Bildgalleri

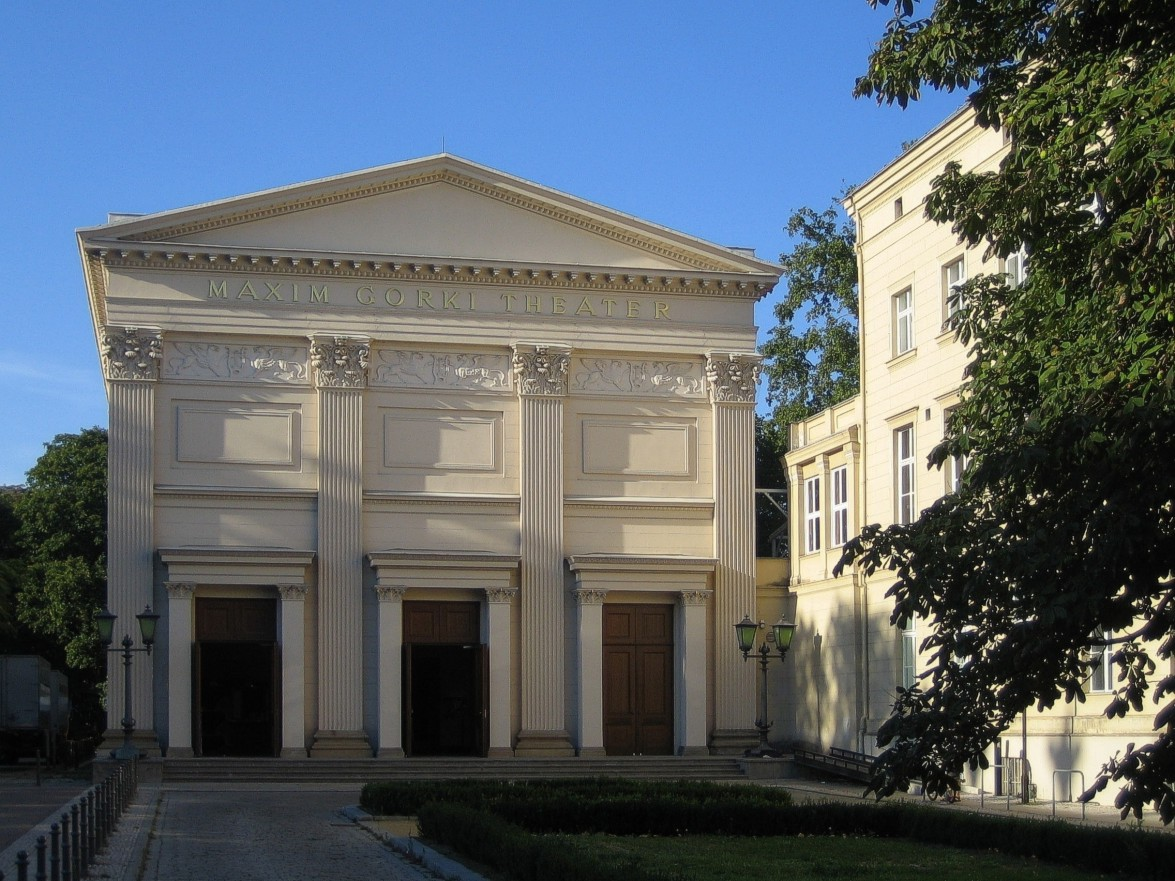
Sing-Akademie zu Berlins byggnad på Dorotheenstrasse i Berlin, idag Maxim-Gorki-Theater
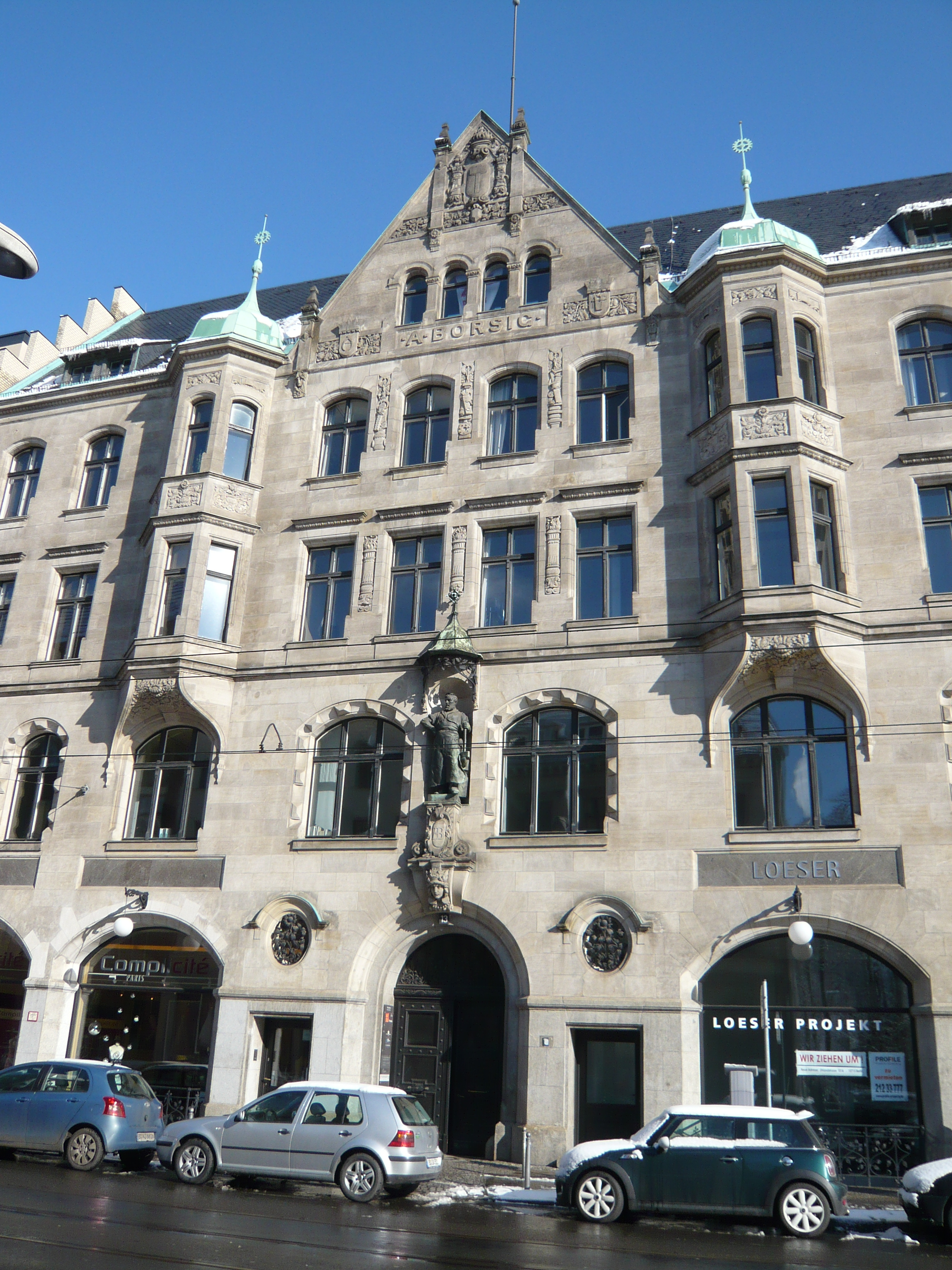
Borsighaus i Oranienburger Vorstadt i Berlin-Mitte
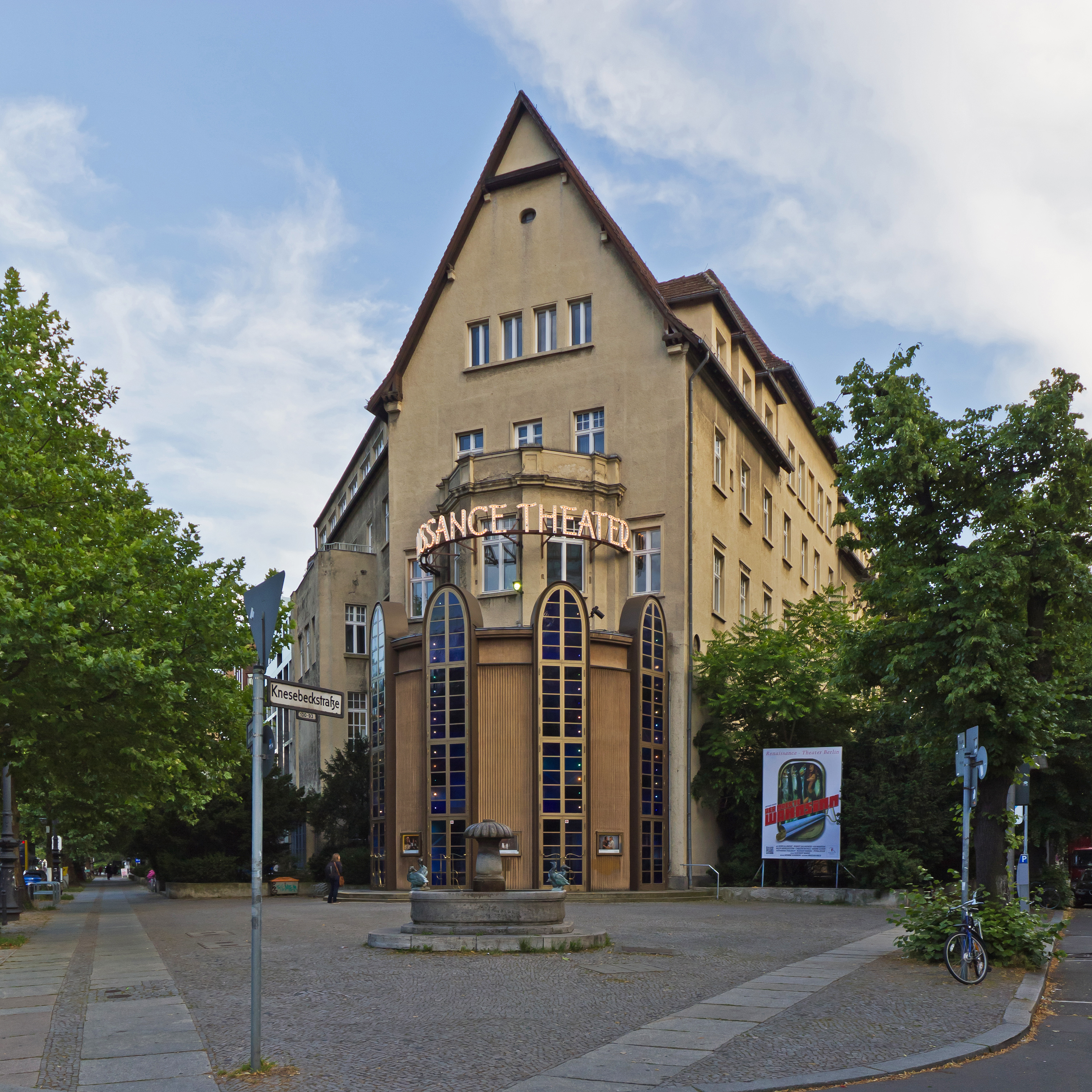
Akademischer Verein Motivs byggnad i Charlottenburg, numera Renaissance-Theater, Berlin
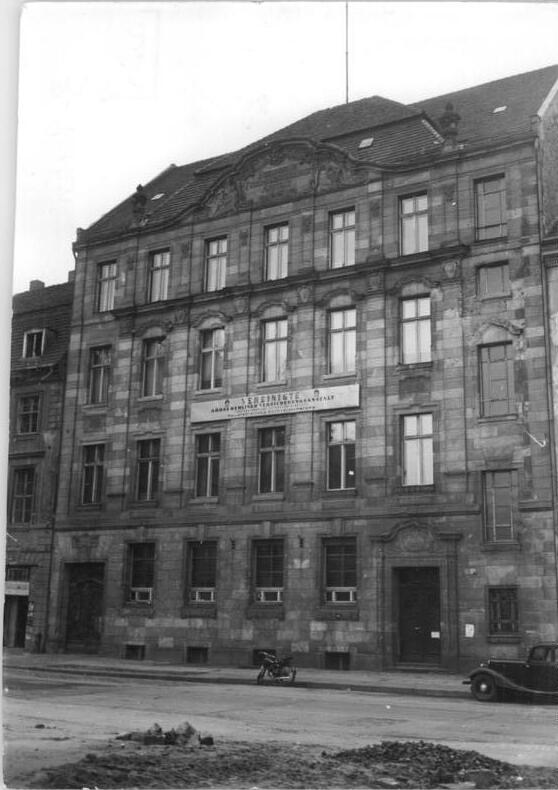
Berlinische Feuerversicherungs-Anstalt, numera Sachsens hus i Berlin
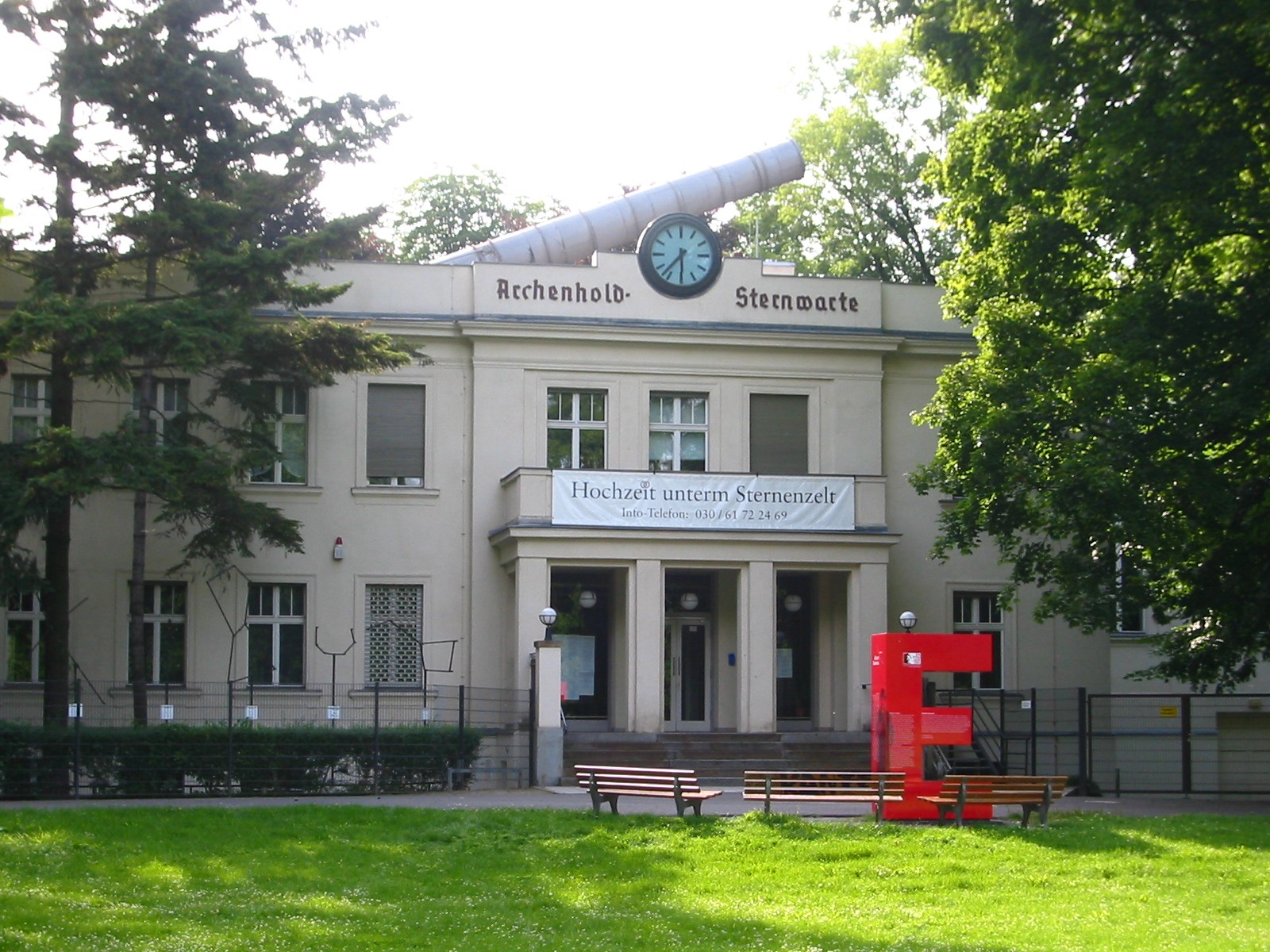
Archenhold-Sternwartes huvudbyggnad i Alt-Treptow i Berlin
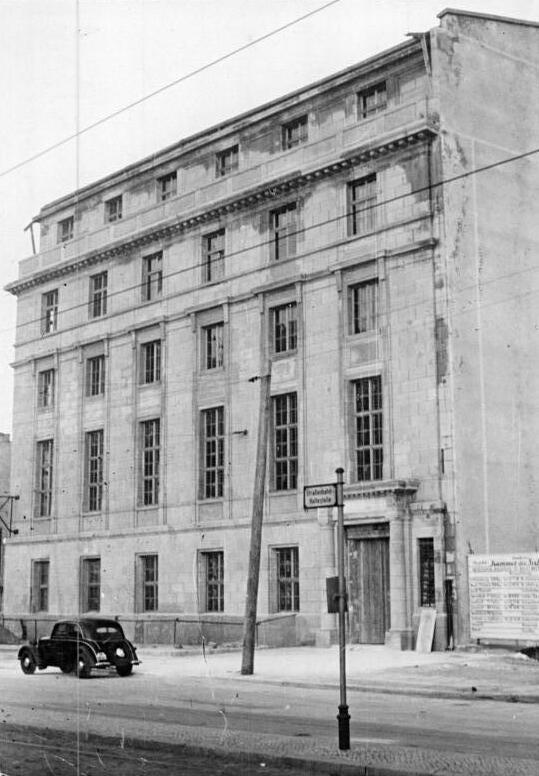
Verein Deutscher Ingenieures byggnad  vid Dorotheenstrasse i Berlin
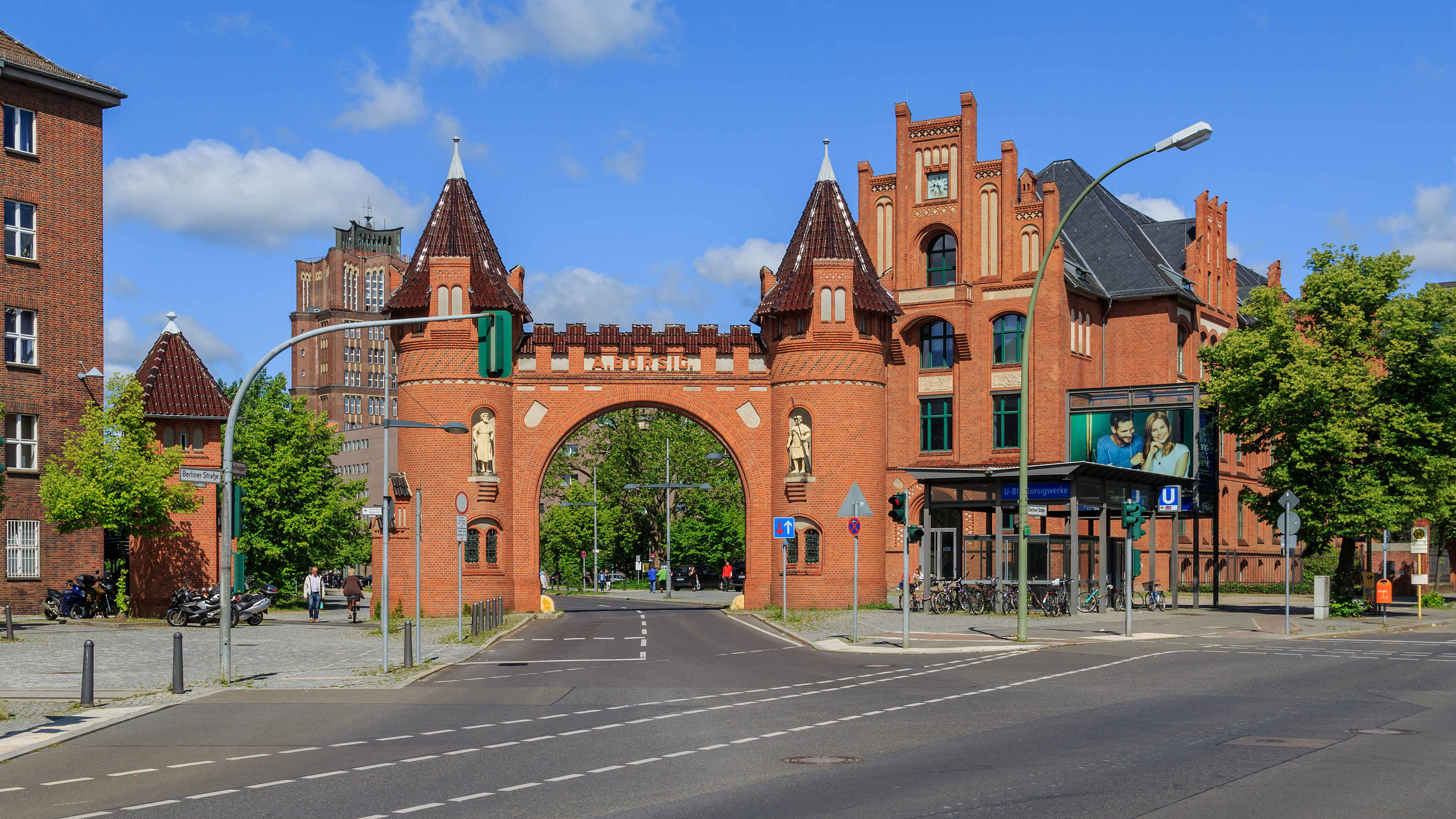
Borsigtor och kontorsbyggnad för Borsigwerke i Tegel